# Ceebot
Ceebot — серия трёхмерных обучающих игр для детей, разработанных компанией Epsitec, и основанных на игре Colobot. Основное отличие от Colobot заключается в том, что игры серии Ceebot состоят только из тренировочных миссий, и ориентированы для использования в школах.
Серия Ceebot состоит из 4 игр:
- CeeBot-A (25 февраля 2003) — игра для детей от 15
- CeeBot-Teen (2003) — игра для детей 10-15 лет
- CeeBot-3 (20 июля 2003) — игра для детей 10-15 лет
- CeeBot-4 (2004) — игра для детей от 15